# Pateque
Pateque (ou em grego: paitákos) é uma divindade anã egípcia, que ganhou popularidade no Época Tardia e no Período greco-romano.

## Descrição
Sua imagem era usada como amuleto desde o Antigo Império para proteção contra o mal, de forma geral. Geralmente são feitos de faiança egípcia, esteatita vitrificada, marfim e bronze. Além disso, são representados como um anão com uma barriga protuberante, pernas curtas, um colar largo e duas facas junto ao peito.
Possui algumas variações em sua representação, por exemplo, pode ser representado como um homem de idade avançada com rugas ou como uma criança. Pode aparecer associado também a Ptah, como seu filho, junto à Ísis, Hórus e Néftis para indicar uma especial proteção contra picadas e animais peçonhentos.

## Obras

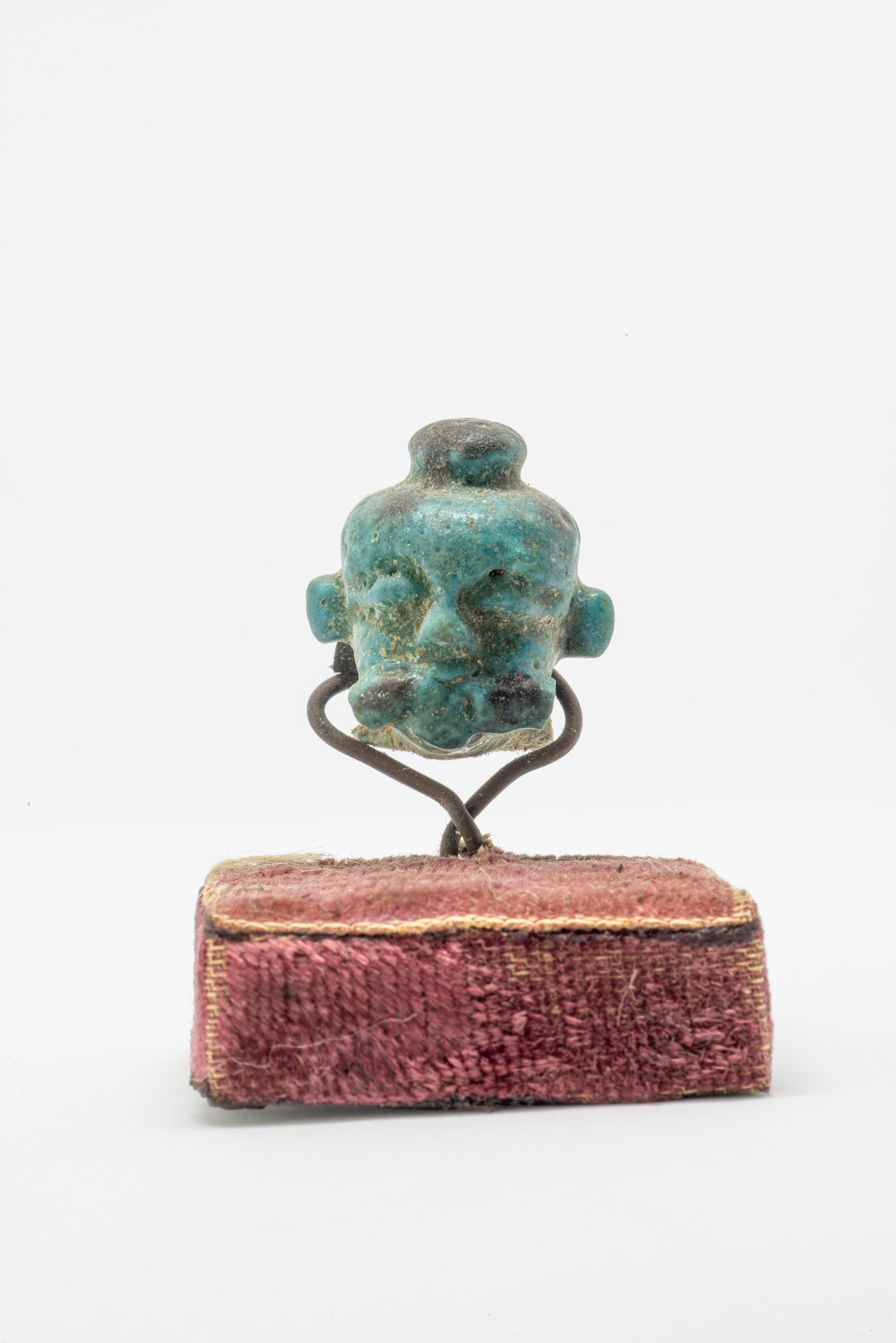
Cabeça de Pateque, exibido na Casa Museu Eva Klabin
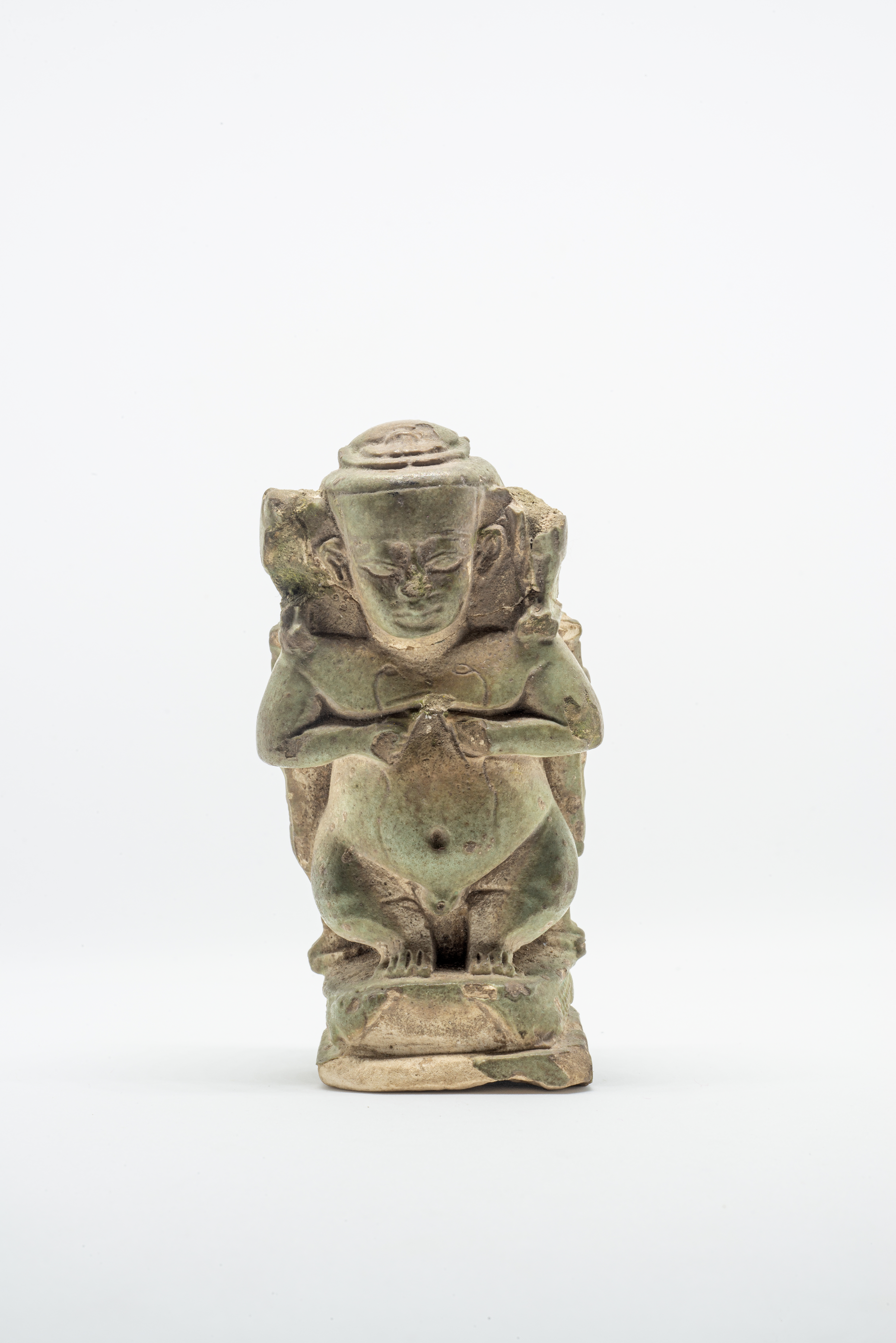
Amuleto Pateque, exibido na Casa Museu Eva Klabin